# Lillian Müller
Lillian Müller  (nacida el 19 de agosto de 1951 en Grimstad, Noruega) es una modelo y actriz de cine y televisión noruega.

## Carrera
Fue una de las "chicas de la página tres" cinco veces, apareciendo por primera vez en enero de 1974. Pero Müller saltó a la fama después de que Suze Randall la descubriera y la fotografiara para la revista playboy, donde se convirtió en playmate de agosto de 1975, y posteriormente fue elegida la Playmate del Año 1976.
Müller también apareció en el vídeo del sencillo "Hot for Teacher" de la banda de rock Van Halen como profesora de química y en el videoclip de Da Ya Think I'm Sexy?, de Rod Stewart.

## Filmografía
- Rosemaries Tochter (Daughter) (1976) .... Annemarie Nitribitt
- Casanova & Co. (1977) .... Beata
- The Night They Took Miss Beautiful (1977) (TV) .... Lillie Schaefer
- Hometown USA (1979) (as Yuliis Ruval) .... Mrs. Rodney C. Duckworth
- Once Upon a Spy (1980) (TV) (as Yuliis Ruval)
- Miracle on Ice (1981) (TV) .... Stewardess
- Death Ray 2000 (1981) (TV) (as Yuliis Ruval) .... Ilse Lander
- The Devil and Max Devlin (1981) .... Veronica (Devil Council)
- King of the Mountain (1981) .... Jamie Winter
- Best Defense (1984) (as Yuliis Ruval) .... French Singer
- Stewardess School (1986) (as Yuliis Ruval) .... Beautiful Blonde

## Apariciones notables en TV
Todas como Yuliis Ruval:
- Howard Stern
- Først & sist
- Remington Steele
- Magnum, P.I.
- Charlie's Angels
- La isla de la fantasía
- Starsky and Hutch

También actuó en un show en la televisión noruega sobre mujeres noruegas que habían tenido éxito en Hollywood, el show se llamaba 'Ja,vi elsker Hollywood! ('Yes, we love Hollywood!')